# 현산중학교 (전남)
현산중학교(縣山中學校)는 대한민국 전라남도 해남군 현산면 일평리에 있는 공립 중학교이다.

## 학교 연혁
- 1970년 3월 18일 : 제1대 김양섭 교장 취임, 개교
- 1996년 3월 1일 : 도지정 표준학교 가꾸기 시범학교
- 2008년 3월 1일 : 도지정 연구학교(소규모 협동학습 연구학교)
- 2024년 3월 1일 : 제21대 서기연 교장 취임
- 2025년 1월 9일 : 제53회 졸업(4명, 총 6,210명)
- 2025년 3월 4일 : 입학식(7명)

## 참고 자료
- 현산중학교 - 한국교육학술정보원 학교알리미